# Fleshlight

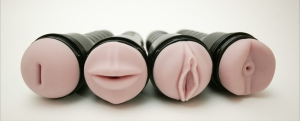
Variedades de Fleshlights, de izquierda a derecha: orificio discreto, labios, vulva y ano.

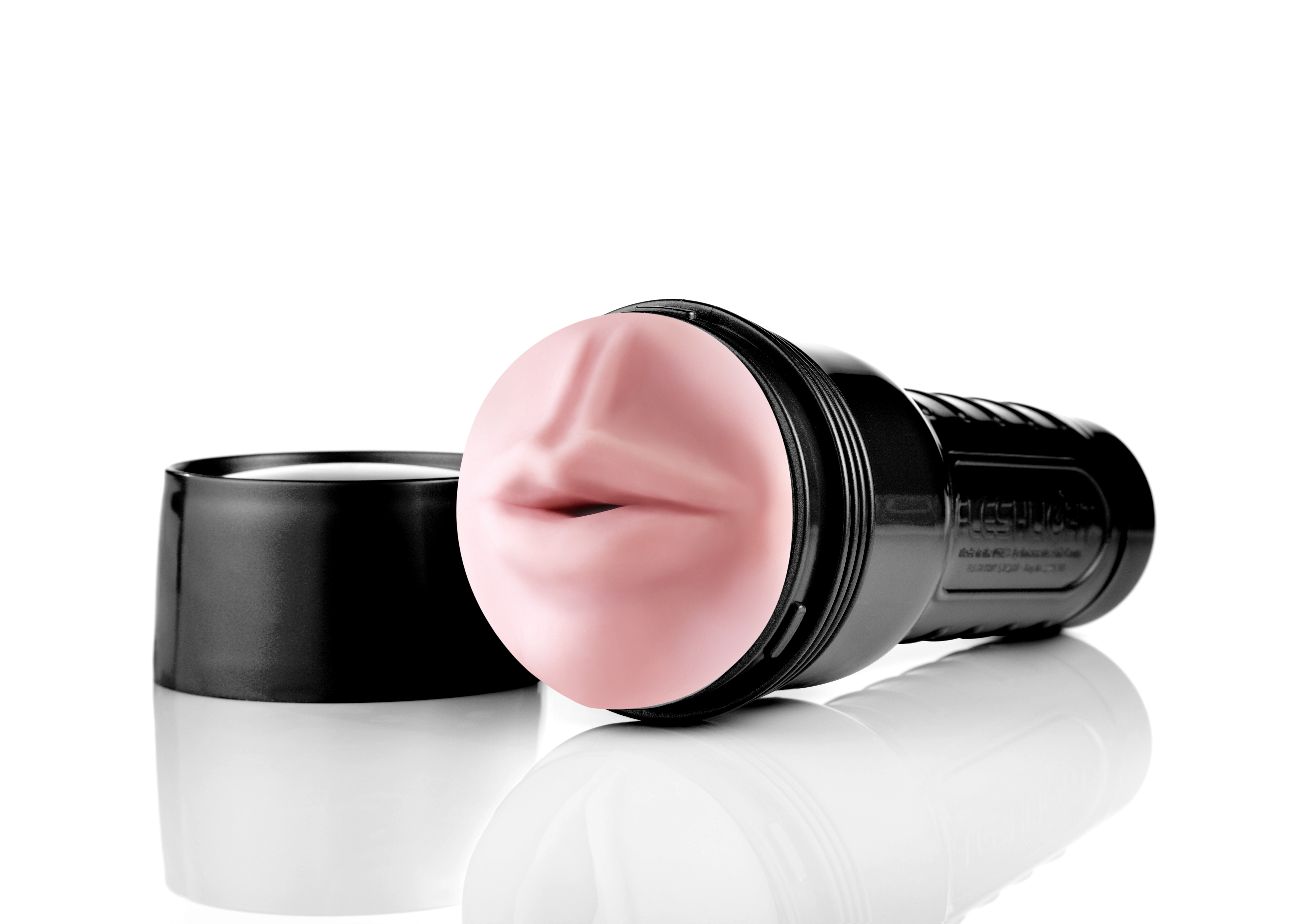
Fleshlight versión labios de boca.

Fleshlight es una marca de juguetes sexuales destinada a la masturbación masculina, diseñado y comercializado por Interactive Life Forms (ILF). Su nombre viene de flesh, «carne» en inglés, en relación con el material simulado utilizado en su parte interior, y light, de luz, relativo a la caja de plástico que lo contiene y que está diseñada para parecerse a una gran linterna (llamada flashlight en inglés). El interior de los orificios simula una vulva, un ano, o una boca.
El Fleshlight fue diseñado por Steve Shubin en 1998. Se le concedió una patente por la invención, al mismo tiempo que se utilizó como un «dispositivo para la recogida de semen». Esta invención también está diseñada para ser una alternativa segura al sexo real, teniendo en cuenta las enfermedades de transmisión sexual, el embarazo y el celibato involuntario.

## Práctica
El hombre introduce el pene en las aperturas del juguete para estimular el placer sexual con las reproducciones de los labios, el ano o la vulva. El interior del aparato posee diferentes relieves y protuberancias que estimulan el miembro viril con el rozamiento. En su extremo final, encontramos una tapadera con rosca que se puede aflojar o cerrar para que entre más o menos aire, y eso genere una sensación de succión. Su utilización es una alternativa o complemento a la práctica de la masturbación tradicional.

## Material
Según el sitio web de Fleshlight, la pieza de inserción está hecha de plástico, látex o silicona. Y afirma que el material es «un secreto de la compañía cubierto por una serie de patentes de los Estados Unidos», mientras que de acuerdo con el material elastómero de patente pública es un gel formado a partir de una mezcla que consta de aproximadamente 90-94% de plastificante y 5-9% de copolímero y otras sustancias como por ejemplo estireno y estileno. Por la composición química del material, su uso y mantenimiento tiene que ser solo con lubricantes adecuados en base de agua, puesto que el jabón o el aceite lubricante pueden dañar permanentemente el tejido del juguete.

## Premios
- XBIZ Award del 2010 - Web minorista del año[7]
- XBIZ Award del 2010 - Campaña de Marketing del Año[7]